# Anthaxia kollari
Anthaxia kollari es una especie de escarabajo del género Anthaxia, familia Buprestidae. Fue descrita científicamente por Marseul en 1865.